# Jacques Nicolas Augustin Thierry
Jacques Nicolas Augustin Thierry, més conegut senzillament com a Augustin Thierry (Blois, Orleanès, 10 de maig de 1795 - París, 22 de maig de 1856) fou un historiador romàntic i bibliotecari francès.
Educat a Blois i a l'École Normale de París, fou col·laborador de Saint-Simon des del 1814, i bibliotecari del Palais-Royal (1835). La seva interpretació de la història es vista com una lluita entre opressors i oprimits. Com a historiador professional, va ser influenciat especialment per les obres de Sir Walter Scott. Entre les seves publicacions es troben Histoire de la conquête d’Angleterre par les Normands (1825), Récits des temps mérovingiens (1840) i Essai sur l'histoire de la formation et des progrès du Tiers État (1953). Per a escriure la primera de les seves obres va fer ús de cròniques llatines i lleis anglosaxones. Aquest treball, però, li va costar la vista, que va anar perdent fins que el 1830 va quedar totalment cec, veient-se obligat a haver de contractar secretaris. L'any 1841 l'Acadèmia Francesa li va concedir el primer Gran Prix Gobert, un premi que se li va atorgar durant els següents 15 anys.